# Miguel Alves (kommun)
Miguel Alves är en kommun i Brasilien.   Den ligger i delstaten Piauí, i den östra delen av landet, 1 400 km norr om huvudstaden Brasília. Antalet invånare är 32 292.
Följande samhällen finns i Miguel Alves:
- Miguel Alves

Omgivningarna runt Miguel Alves är huvudsakligen savann. Runt Miguel Alves är det ganska glesbefolkat, med 21 invånare per kvadratkilometer.